# 平方碼
平方碼是一個英制的面積單位，其定義是「邊長為1碼的正方形的面積」，1碼為3英尺。

## 單位轉換
1平方碼等於:
- 1,296 平方英吋
- 9 平方英尺
- ≈0.00020661157 英畝
- ≈0.000000322830579 平方英里
- 836 127.36 平方毫米
- 8 361.2736 平方厘米
- 0.83612736 平方米
- 0.00000083612736 平方千米

## 参看
- 国际单位 - 长度单位 - 时间长度比较 - 数量级 - 单位转换
- 平方千米 - 公頃 - 公畝 - 平方米 - 平方厘米 - 平方毫米